# Renata Adamek
Renata Adamek – doktor nauk medycznych, specjalista w higienie i epidemiologii. Zawodowo zajmuje się dietetyką, w tym dietoterapią i dietoprofilaktyką.

## Życiorys
Urodzona w Tomaszowie Lubelskim. Absolwentka Uniwersytetu Medycznego im. Karola Marcinkowskiego w Poznaniu, gdzie ukończyła studia i doktoryzowała się. Jest adiunktem w Zakładzie Zdrowia Publicznego Katedry Medycyny Społecznej Uniwersytetu Medycznego im. Karola Marcinkowskiego w Poznaniu.
Jej dorobek to blisko 150 artykułów naukowych z zakresu medycyny, toksykologii, epidemiologii, dietetyki i promocji zdrowia, a także projektów, programów zdrowotnych, opracowań i ekspertyz.
Pełni funkcję redaktora naczelnego międzynarodowego czasopisma medycznego Central European Journal of Epidemiology.